# Stjärna som lyste
Stjärna som lyste är en psalm med text skriven 1811 av Reginald Heber och musik skriven på 1880-talet av Edward John Hopkins. Texten översattes till svenska 1893 av Erik Nyström och bearbetades 1985 av Harry Lindström.

## Publicerad i
- Psalmer och Sånger 1987 som nr 495 under rubriken "Kyrkoåret - Trettondedag jul".[1]